# العلاقات الليبيرية الهايتية
العلاقات الليبيرية الهايتية هي العلاقات الثنائية التي تجمع بين ليبيريا وهايتي.

## مقارنة بين البلدين
هذه مقارنة عامة ومرجعية للدولتين:
| وجه المقارنة                                              | ليبيريا      | هايتي                                |
| --------------------------------------------------------- | ------------ | ------------------------------------ |
| المساحة (كم2)                                             | 111.37 ألف   | 27.75 ألف                            |
| عدد السكان (نسمة)                                         | 4.73 مليون   | 10.98 مليون                          |
| الكثافة السكانية (ن./كم²)                                 | 42.47        | 395.68                               |
| العاصمة                                                   | مونروفيا     | بورت أو برانس                        |
| اللغة الرسمية                                             | لغة إنجليزية | لغة فرنسية، اللغة الكريولية الهايتية |
| العملة                                                    | دولار ليبيري | جوردة هايتية                         |
| الناتج المحلي الإجمالي (بليون دولار)                      | 2.16 مليار   | 8.41 مليار                           |
| الناتج المحلي الإجمالي (تعادل القوة الشرائية) بليون دولار | 3.76 مليار   | 18.82 مليار                          |
| الناتج المحلي الإجمالي الاسمي للفرد دولار أمريكي          | 455          | 818                                  |
| الناتج المحلي الإجمالي للفرد دولار أمريكي                 | 842          | 1.73 ألف                             |
| مؤشر التنمية البشرية                                      | 0.430        | 0.483                                |
| رمز المكالمات الدولي                                      | +231         | +509                                 |
| رمز الإنترنت                                              | .lr          | .ht                                  |
| المنطقة الزمنية                                           | 00           | 00                                   |

## منظمات دولية مشتركة
يشترك البلدان في عضوية مجموعة من المنظمات الدولية، منها:
| علم المنظمة | اسم المنظمة                                 | تاريخ انضمام ليبيريا | تاريخ انضمام هايتي |
| ----------- | ------------------------------------------- | -------------------- | ------------------ |
|             | مؤسسة التنمية الدولية                       | 28 مارس 1962         | 13 يونيو 1961      |
|             | مؤسسة التمويل الدولية                       | 28 مارس 1962         | 20 يوليو 1956      |
|             | منظمة حظر الأسلحة الكيميائية                | ?                    | ?                  |
|             | الأمم المتحدة                               | 2 نوفمبر 1945        | 24 أكتوبر 1945     |
|             | الاتحاد الدولي للاتصالات                    | 10 أكتوبر 1927       | 10 أكتوبر 1927     |
|             | منظمة الشرطة الجنائية الدولية               | ?                    | ?                  |
|             | البنك الدولي للإنشاء والتعمير               | 28 مارس 1962         | 8 سبتمبر 1953      |
|             | الاتحاد البريدي العالمي                     | ?                    | ?                  |
|             | المركز الدولي لتسوية المنازعات الاستشارية   | 16 يوليو 1970        | 26 نوفمبر 2009     |
|             | وكالة ضمان الاستثمار متعدد الأطراف          | 12 أبريل 2007        | 11 ديسمبر 1996     |
|             | مجموعة دول أفريقيا والكاريبي والمحيط الهادئ | ?                    | ?                  |
|             | يونسكو                                      | 6 مارس 1947          | 18 نوفمبر 1946     |

## وصلات خارجية
- موقع وزارة الخارجية الليبيرية
- موقع وزارة الخارجية الهايتية